# 埼玉市消防局
埼玉市消防局（日语：／ Saitama shi shōbōkyoku */?）是日本埼玉县埼玉市的消防机关，其辖区为埼玉市全域。
截至2023年，埼玉市消防局下辖10个消防署、16个出张所，共有206台各型消防车辆。

## 沿革
1948年3月7日，消防组织法实施，原浦和市、大宫市于同年4月分别设立浦和市消防本部、大宫市消防本部。1963年，原岩槻市设立岩槻市消防本部。1965年，原与野市设立与野市消防本部。
2001年5月，浦和市、大宫市、与野市合并为埼玉市，埼玉市消防本部成立。2003年4月，埼玉市列入政令指定都市，消防本部改为埼玉市消防局。2005年，岩槻市并入埼玉市，原岩槻市消防本部并入埼玉市消防局。

## 组织机构
埼玉市消防局内设有以下部、课：
- 总务部
  - 消防总务课
  - 消防团活跃推进室
  - 消防企划课
  - 消防职员课
  - 消防设施课
- 预防部
  - 预防课
  - 查察指导课
- 警防部
  - 警防课
  - 救急课
  - 救急指导室
  - 指令课

## 消防署所
仙台市消防局共有10个消防署、16个出张所：

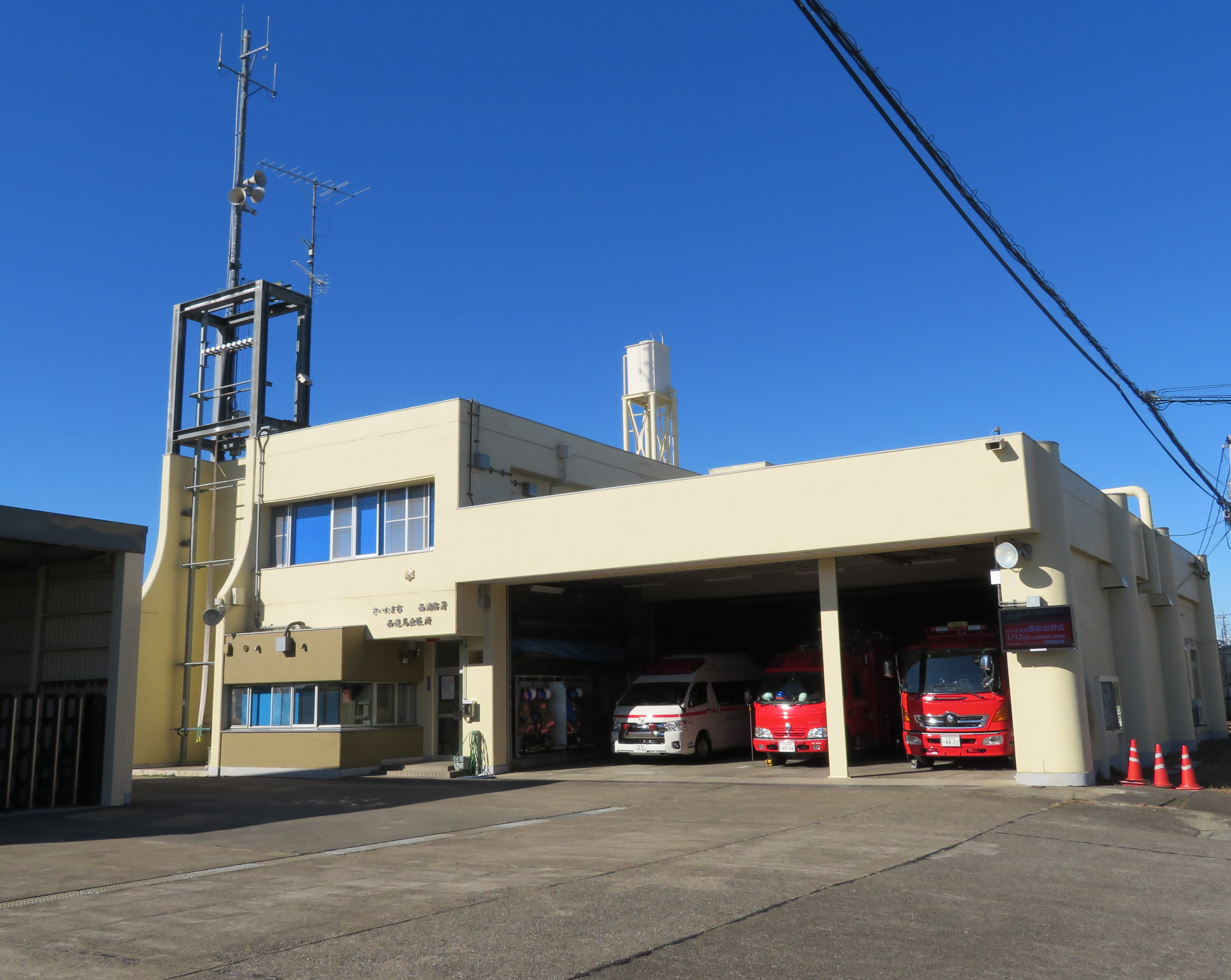
西消防署 - 西游马出张所
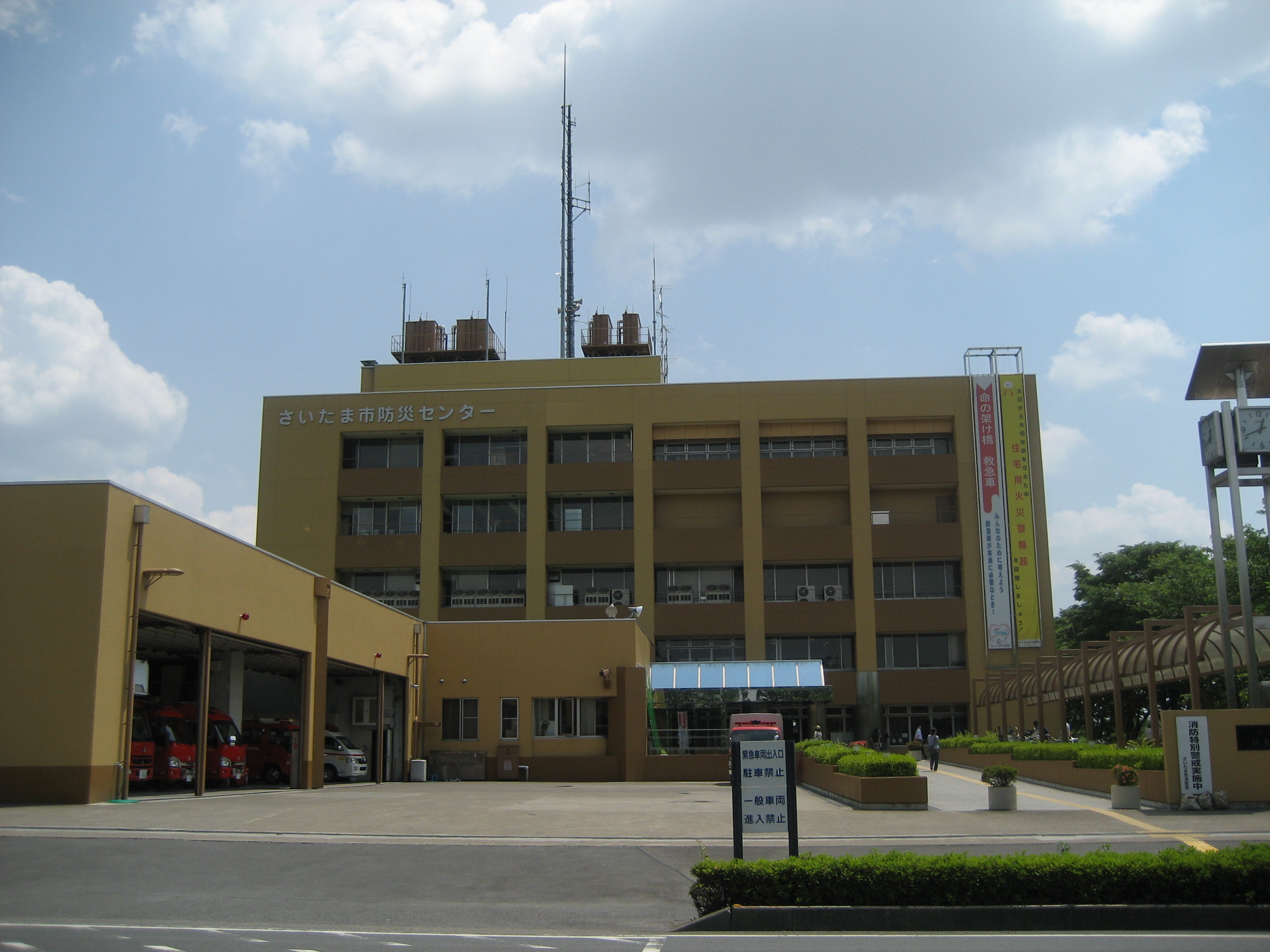
北消防署
  - 植竹出张所
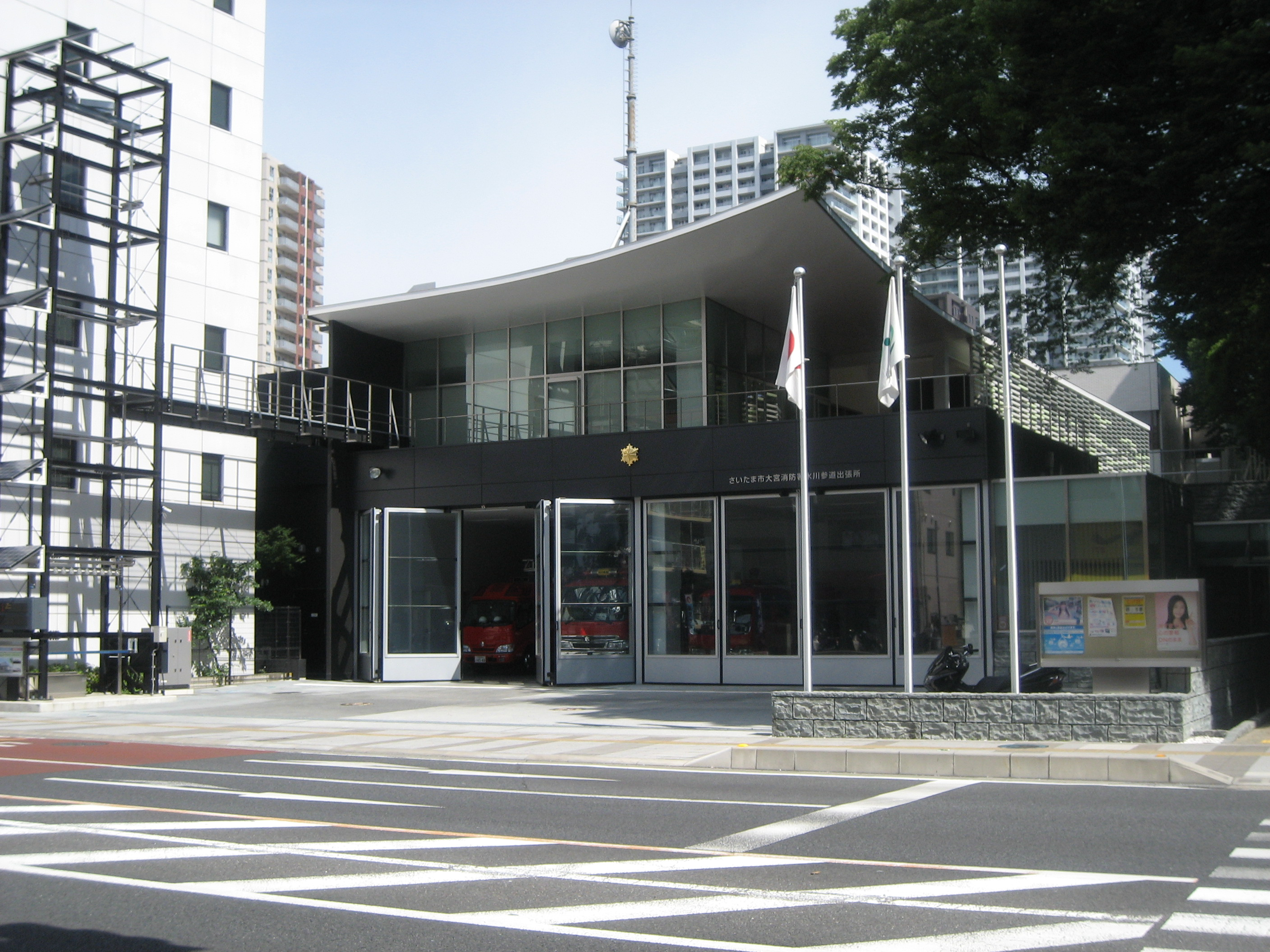
大宫消防署 - 冰川参道出张所
  - 大成出张所
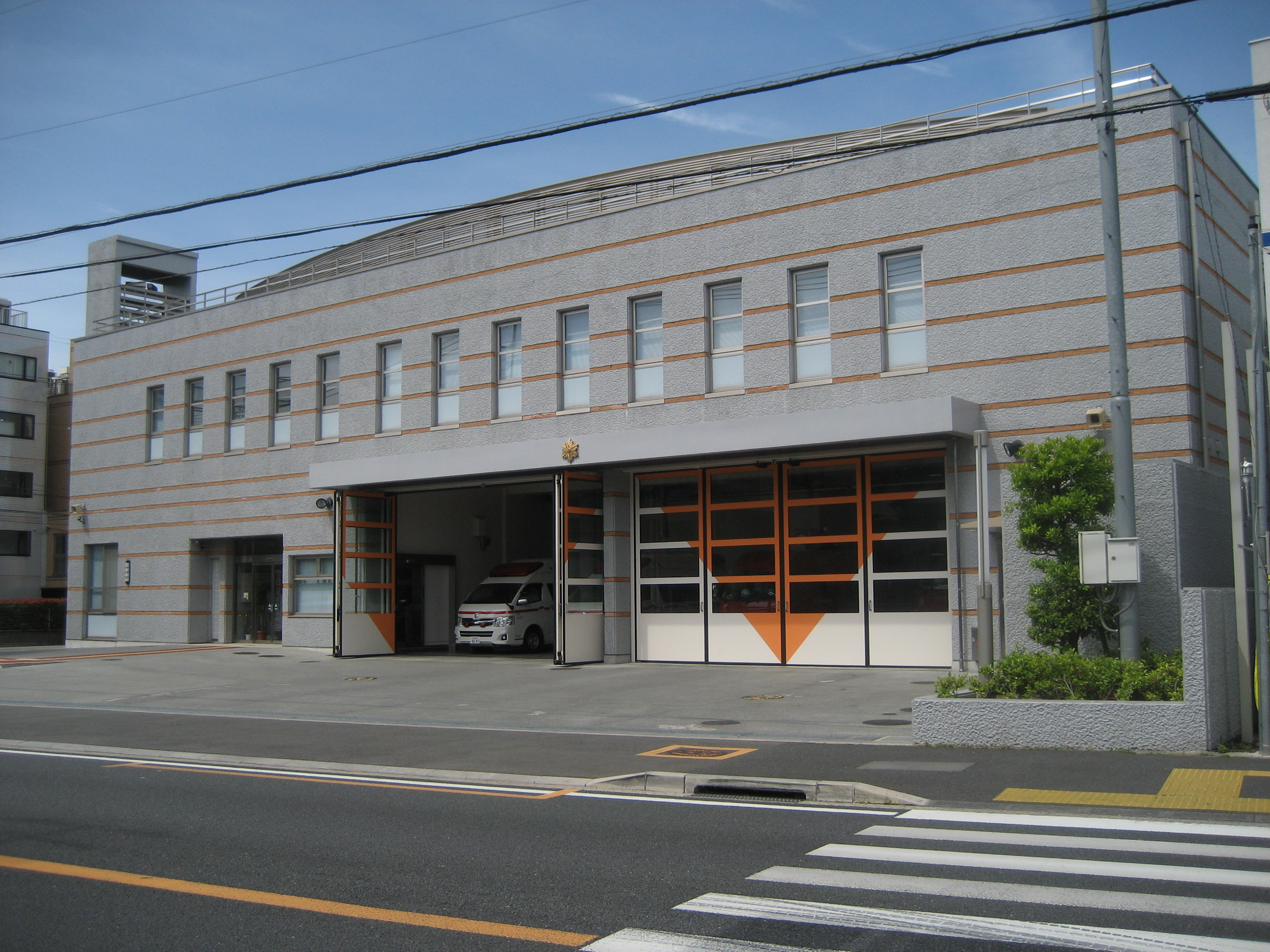
见沼消防署
  - 莲沼出张所
  - 东大宫出张所
  - 春野出张所
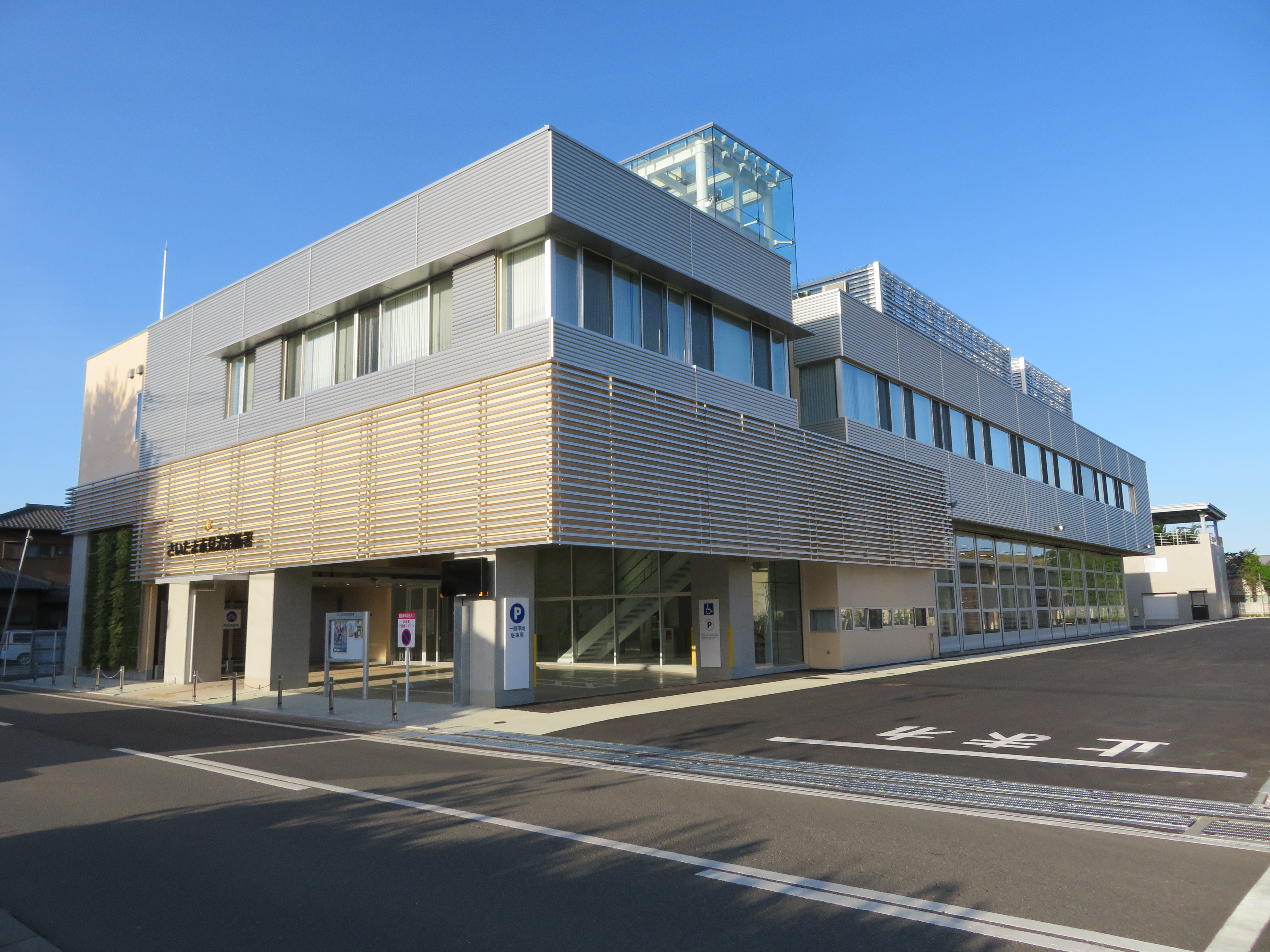
中央消防署
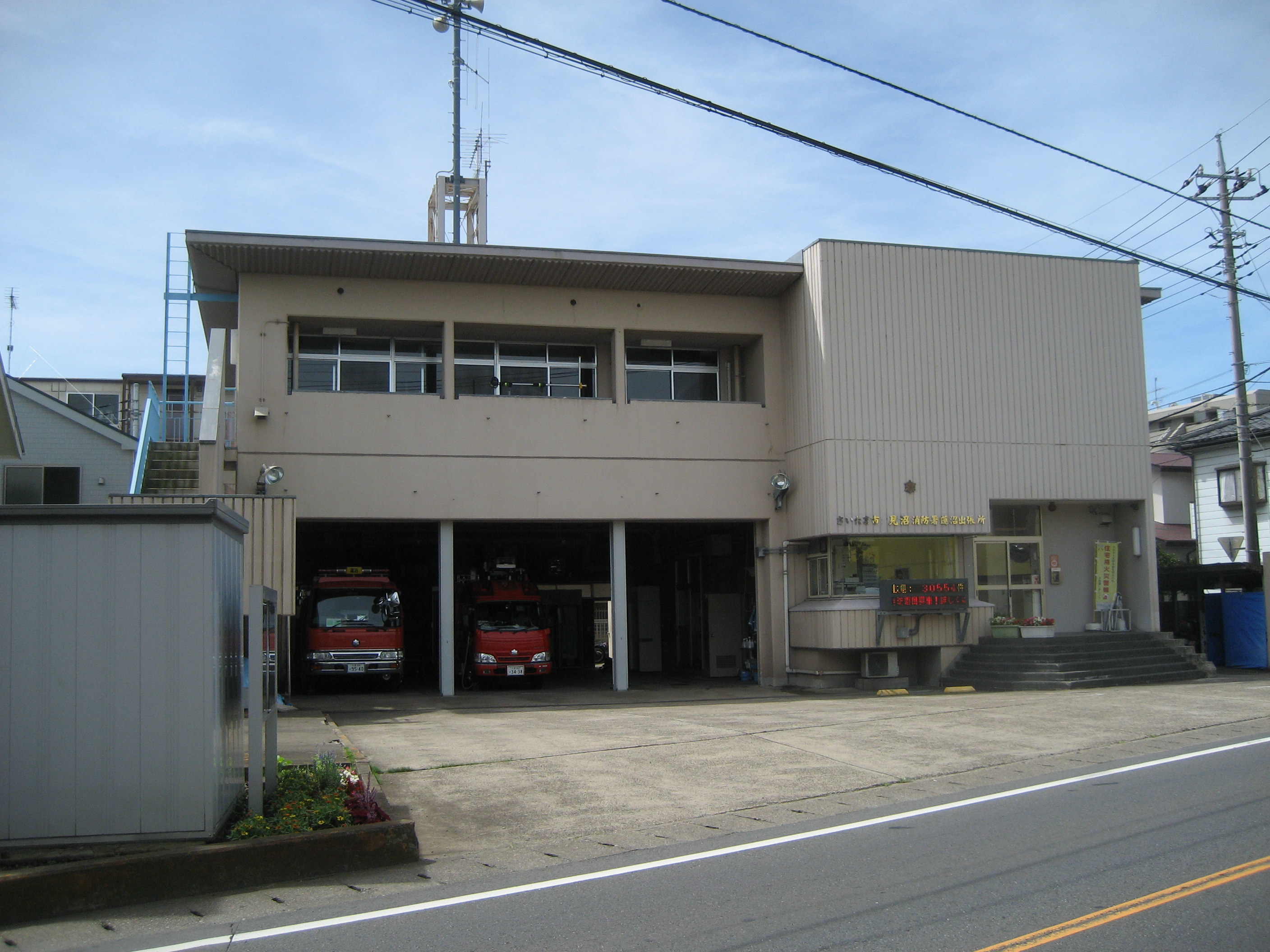
樱消防署
  - 大久保出张所
  - 西浦和出张所
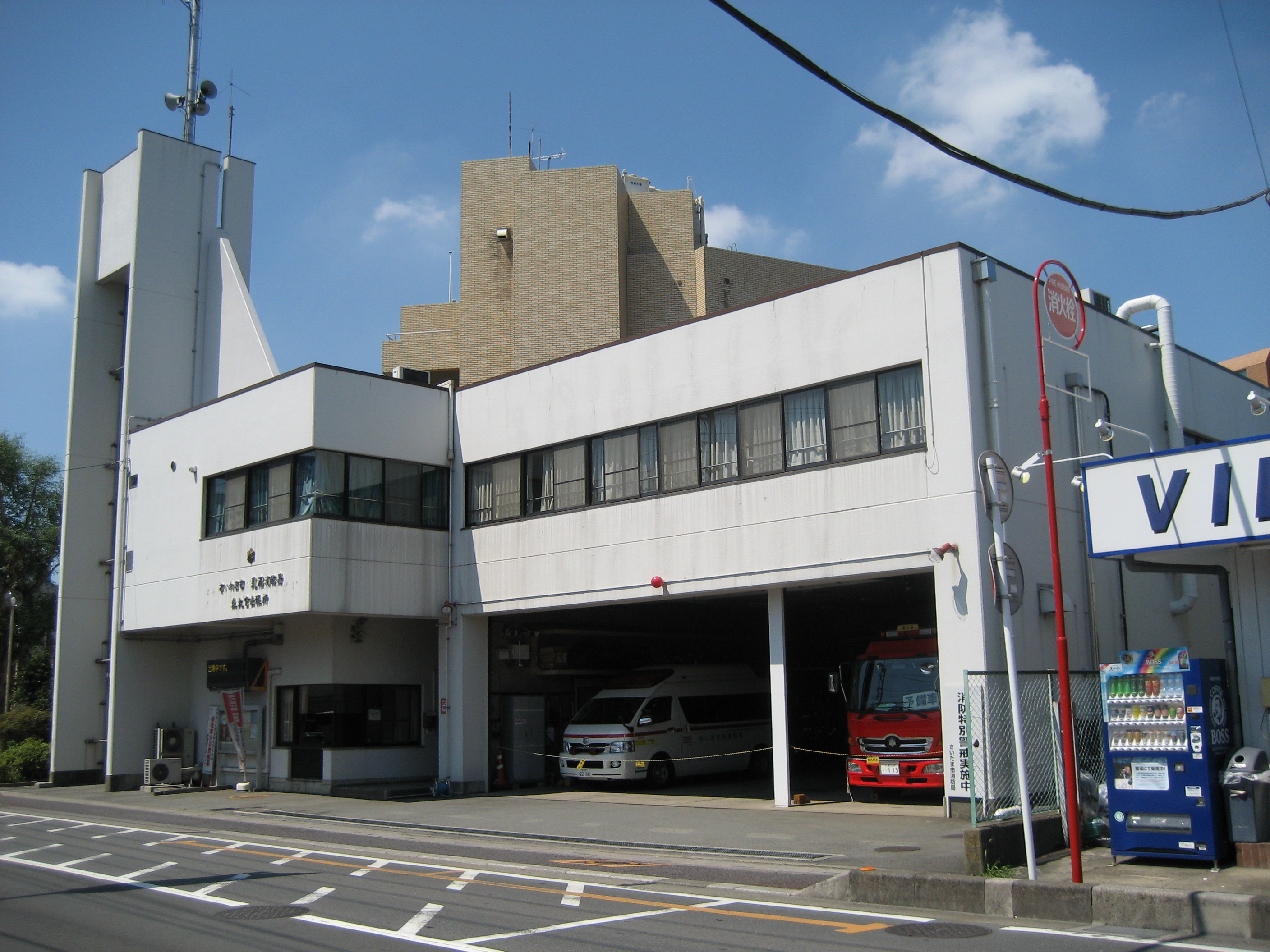
浦和消防署
  - 木崎出张所
  - 日之出出张所
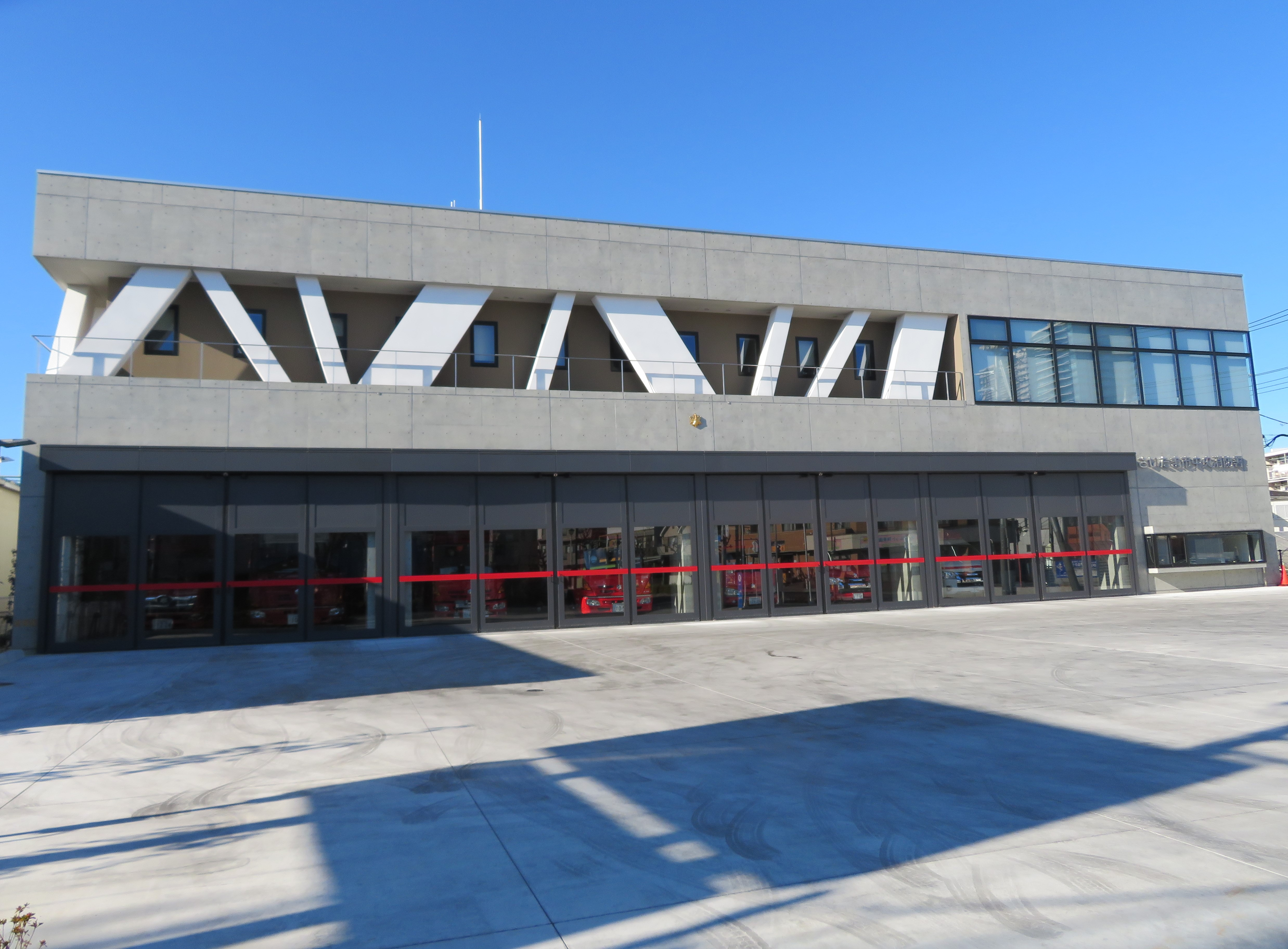
南消防署
  - 东浦和出张所
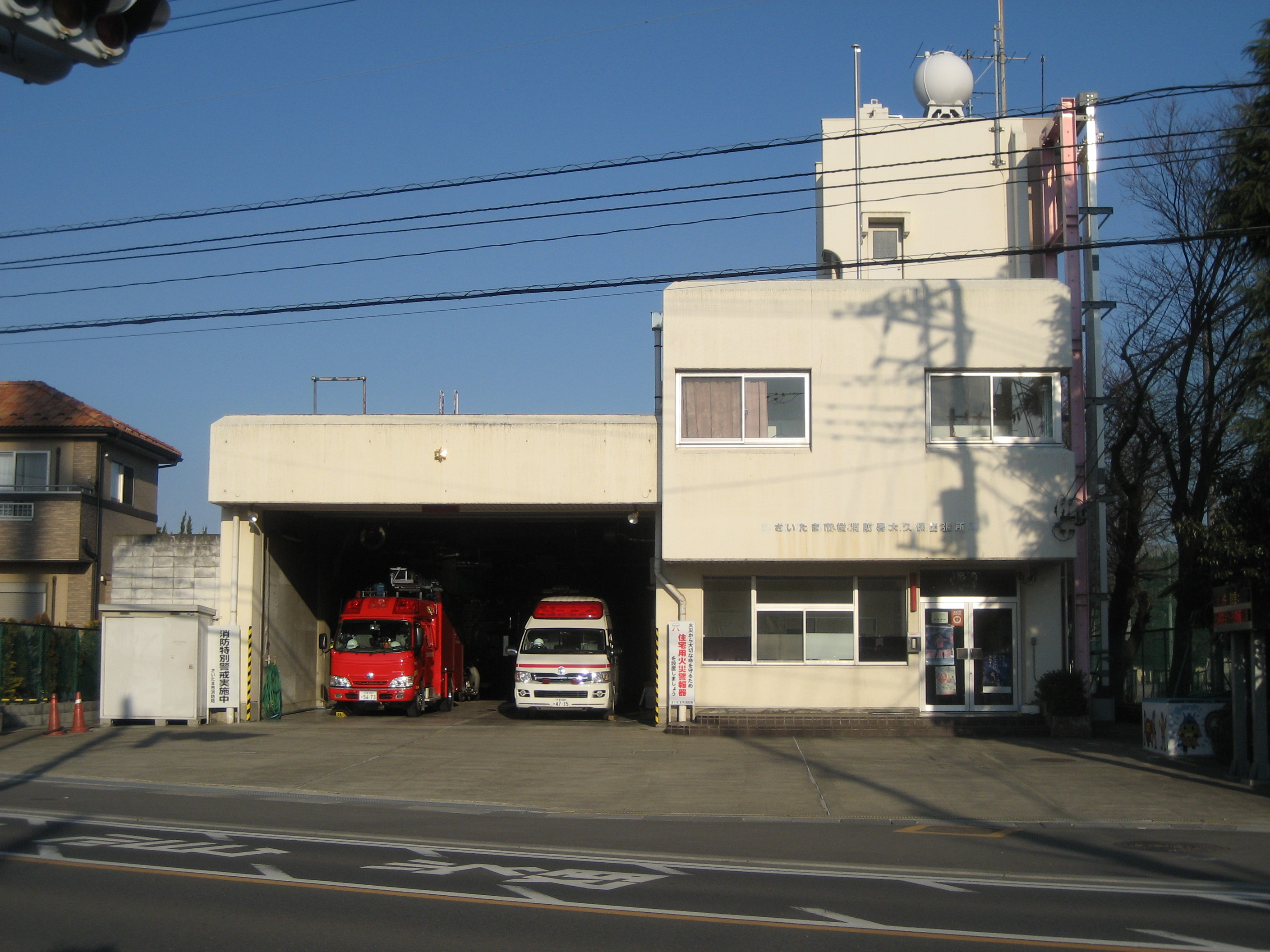
绿消防署
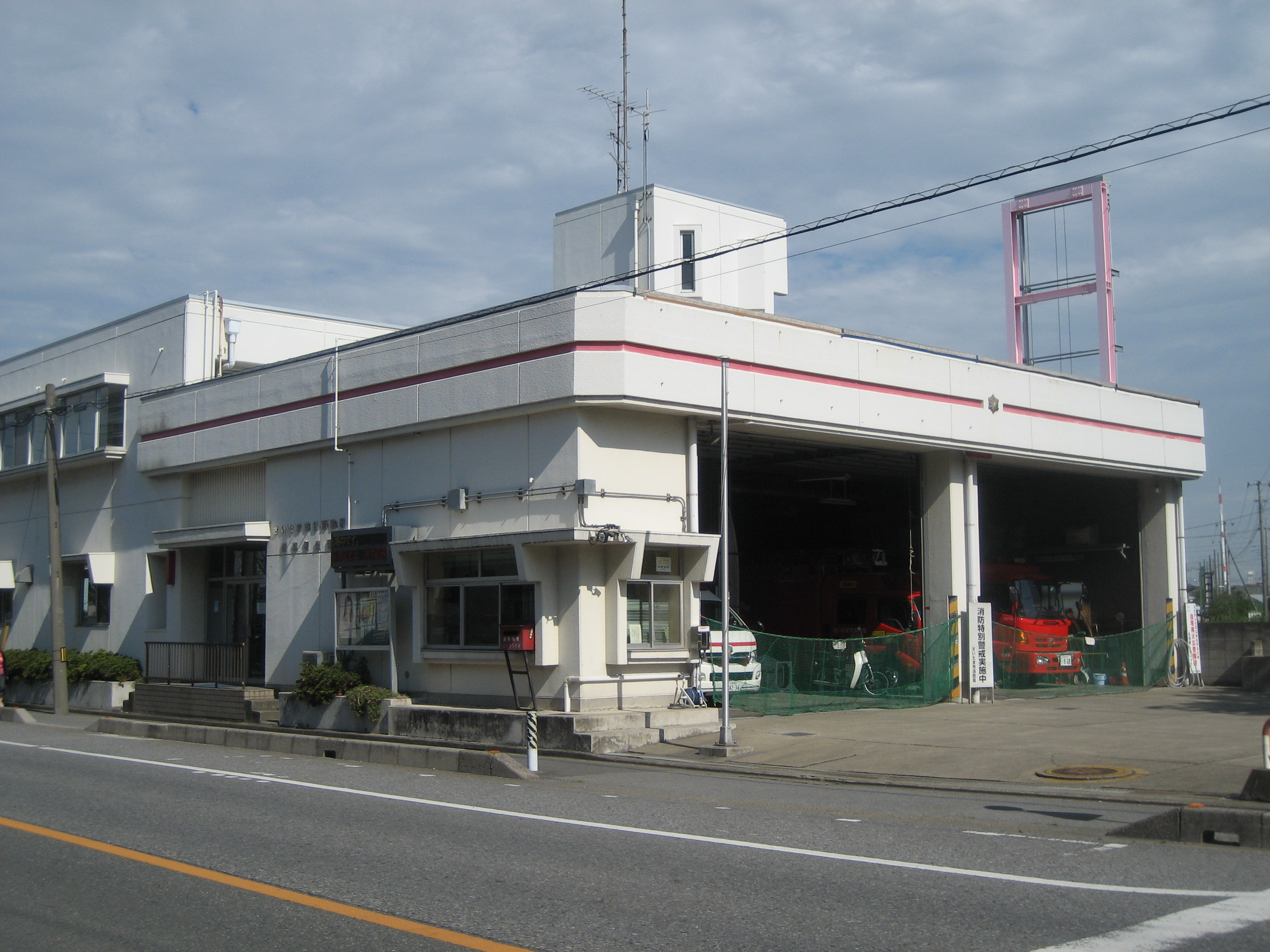
樱消防署西浦和出张所
  - 美园出张所
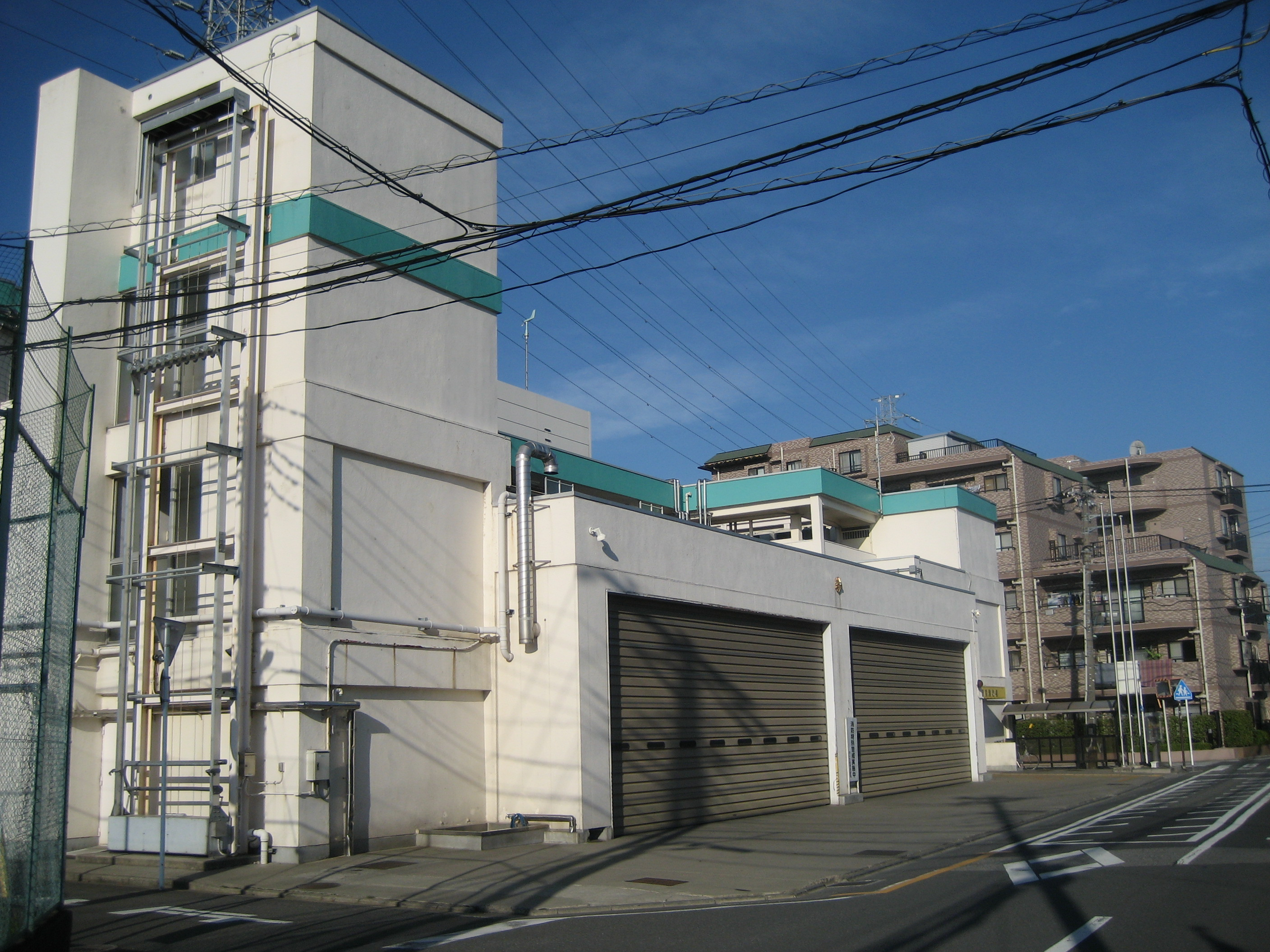
岩槻消防署
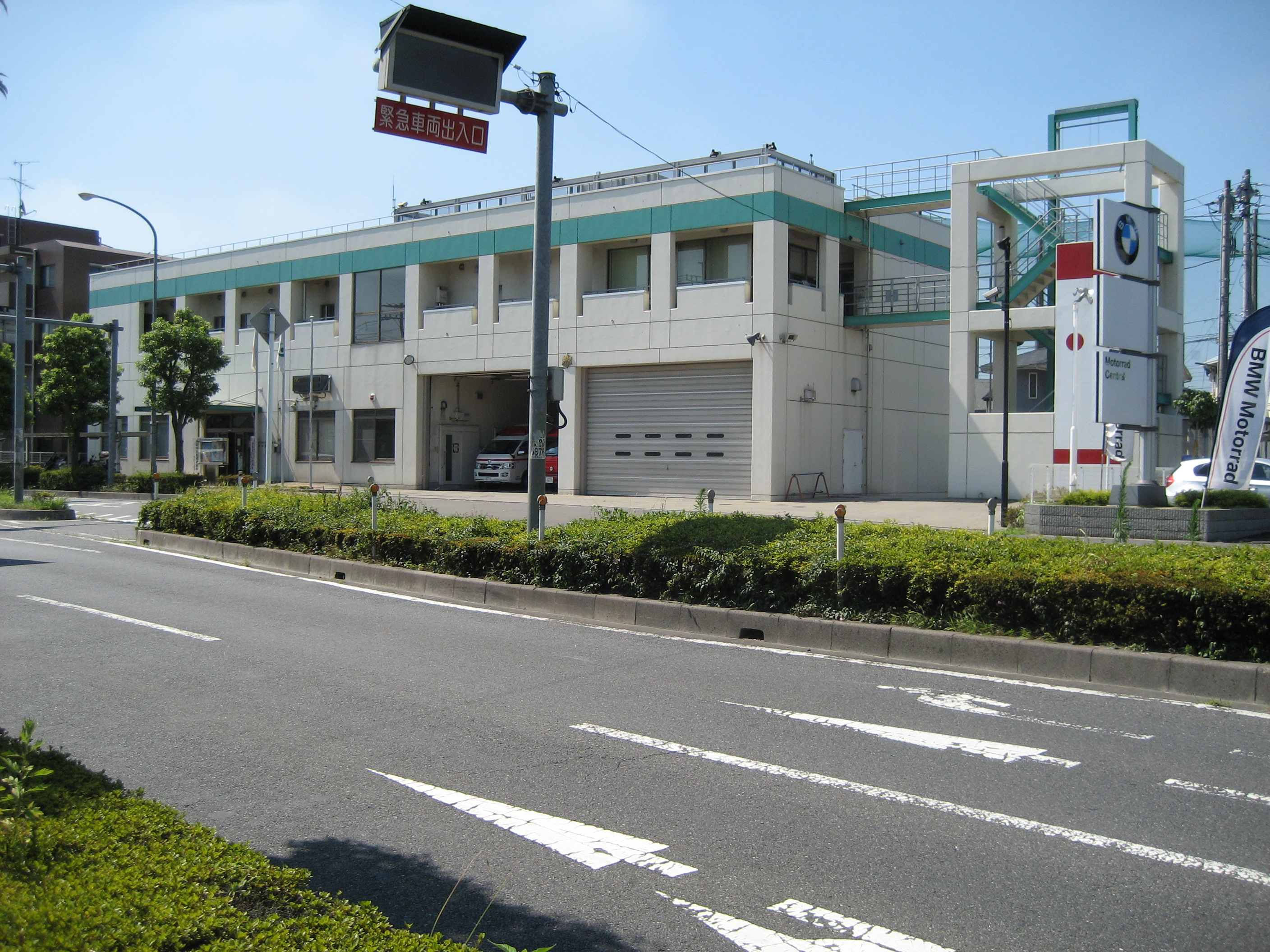
南消防署东浦和出张所
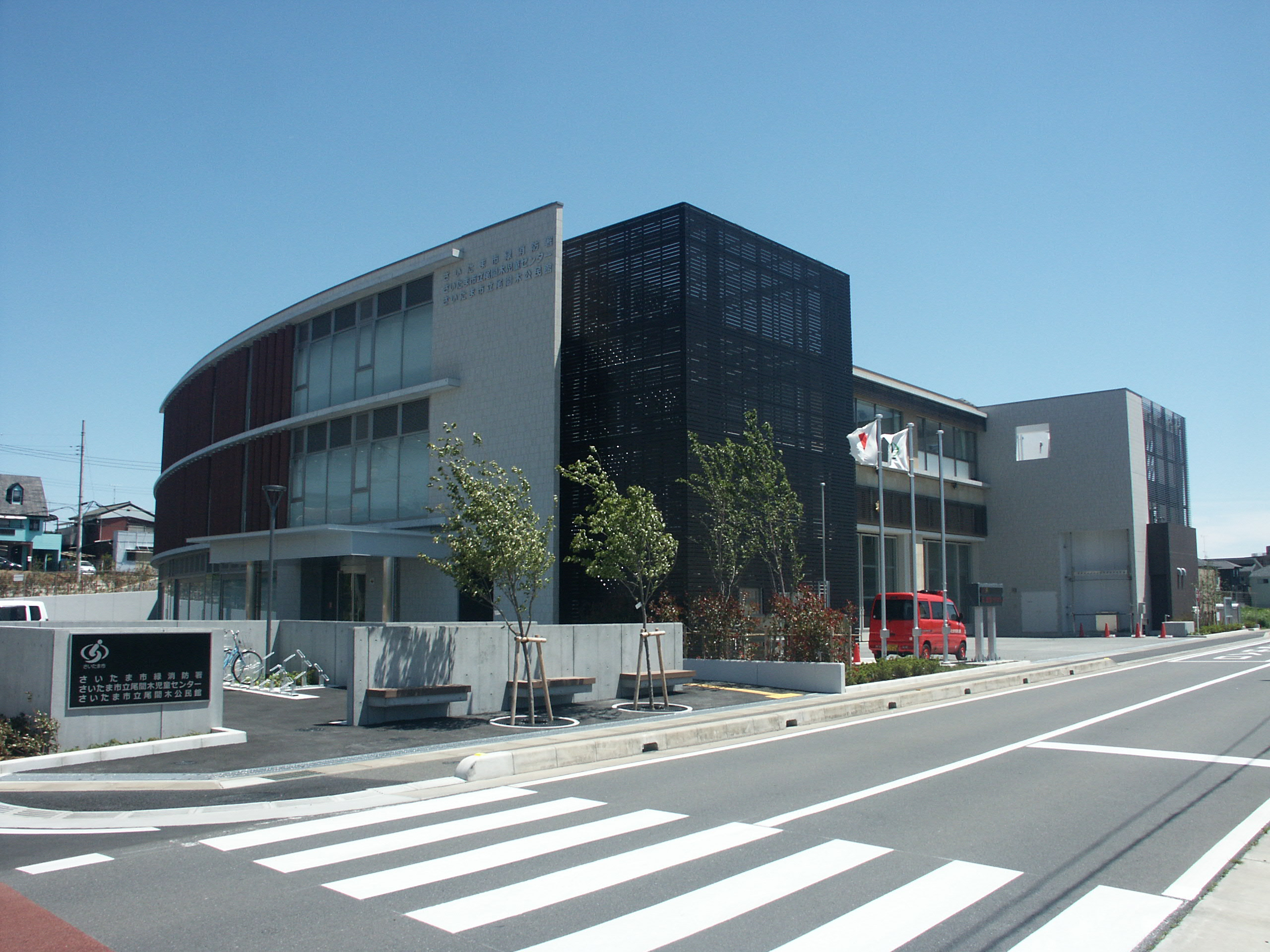
绿消防署
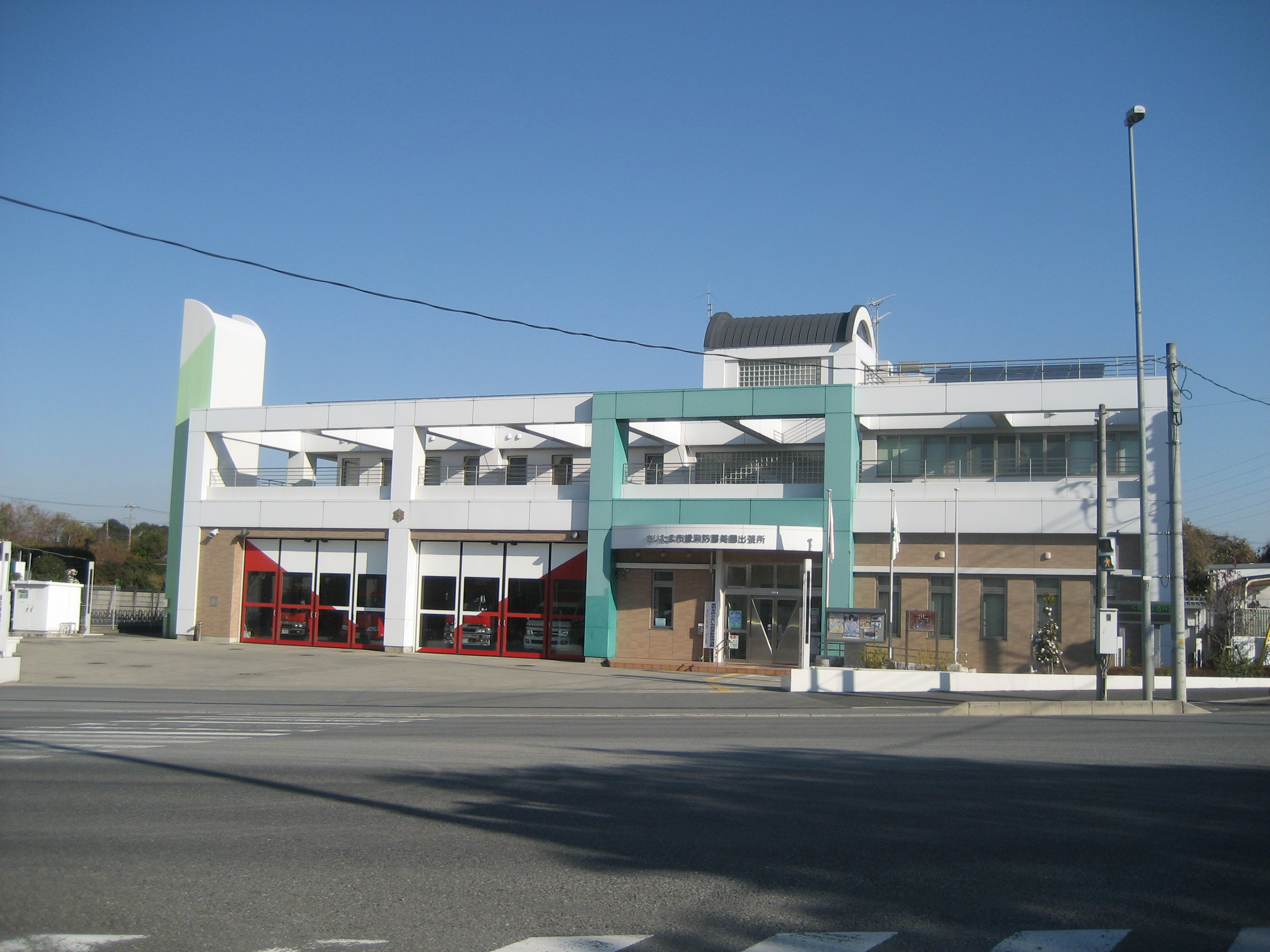
绿消防署美园出张所
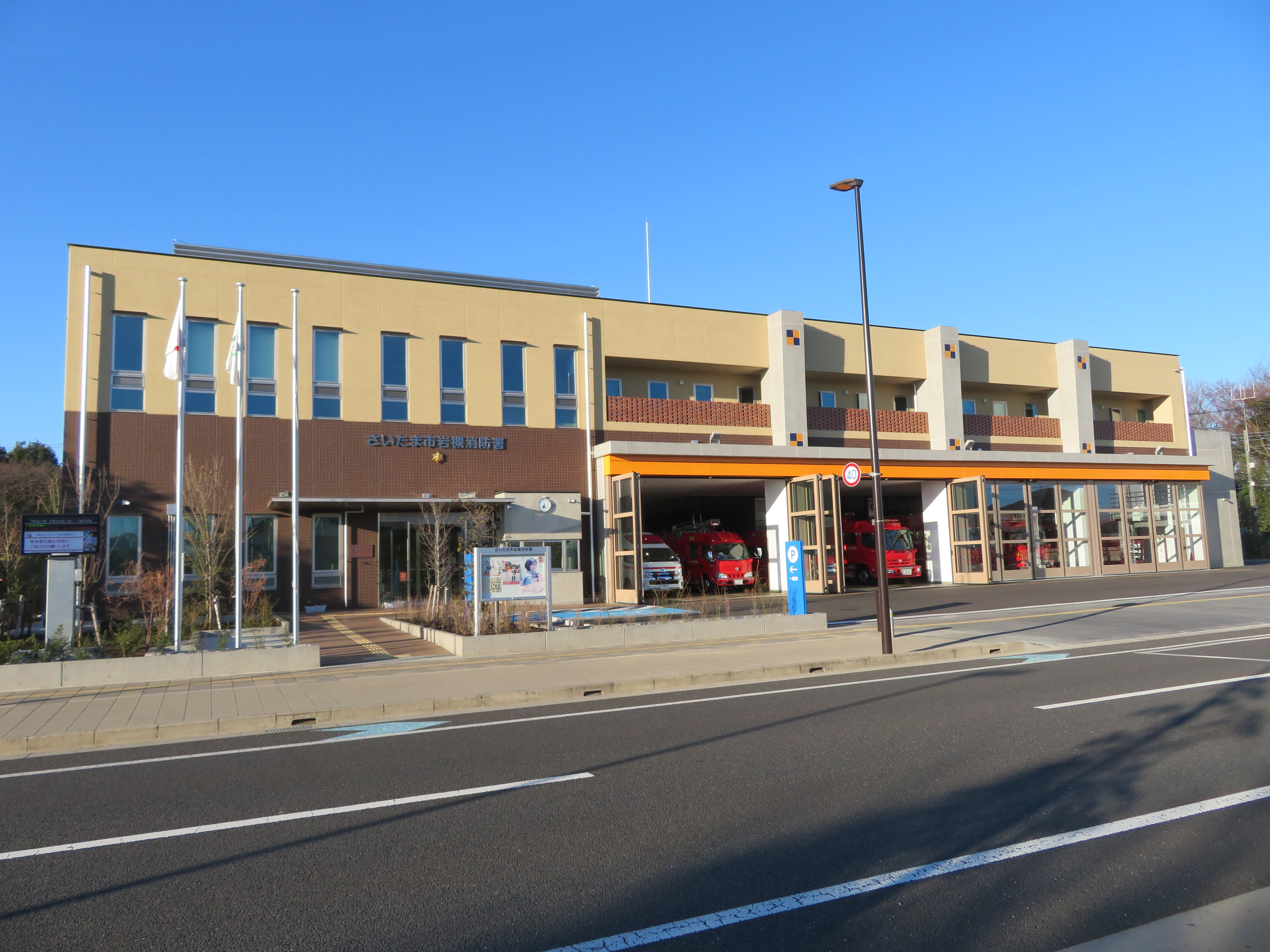
岩槻消防署
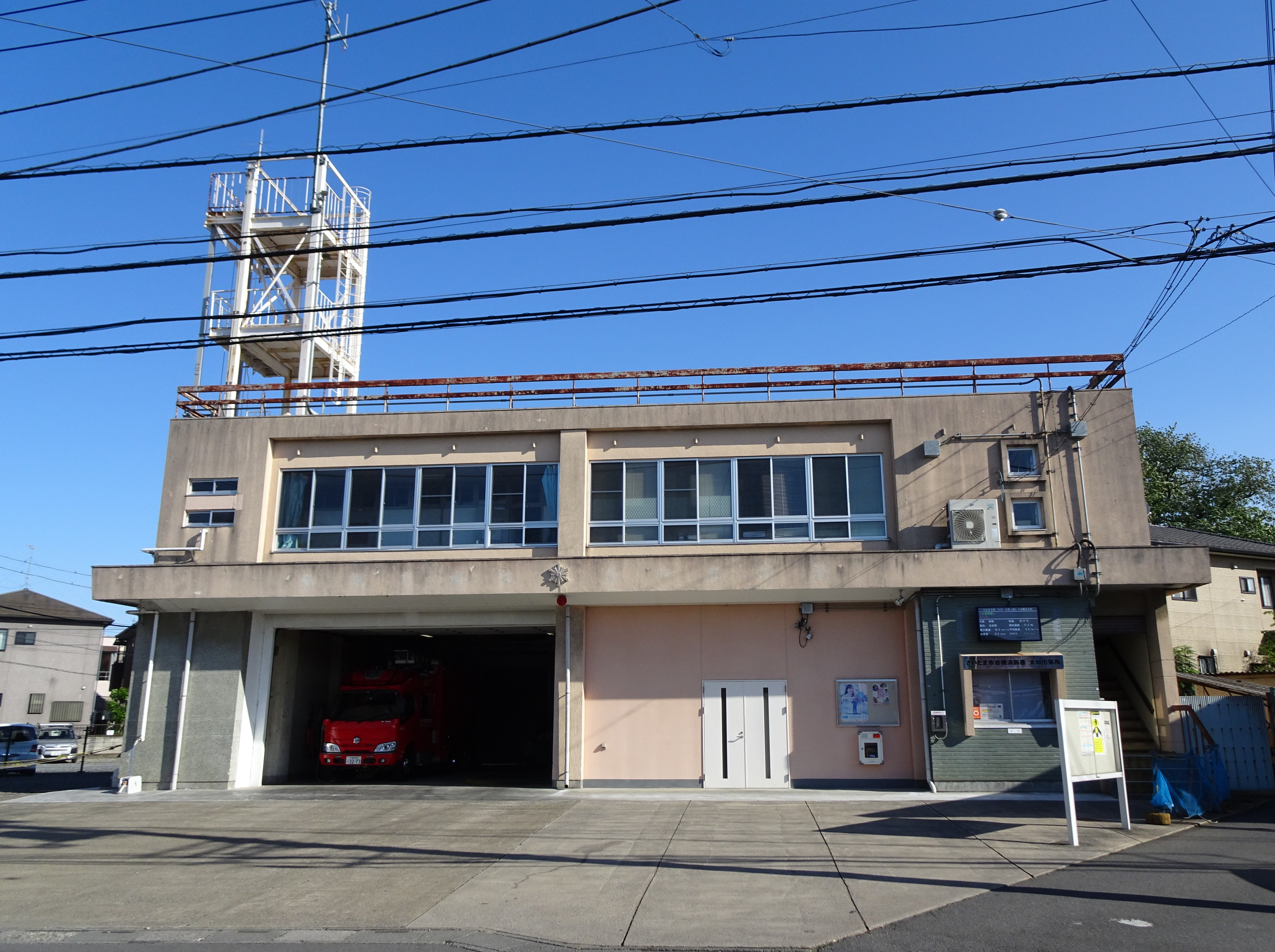
岩槻消防署太田出张所
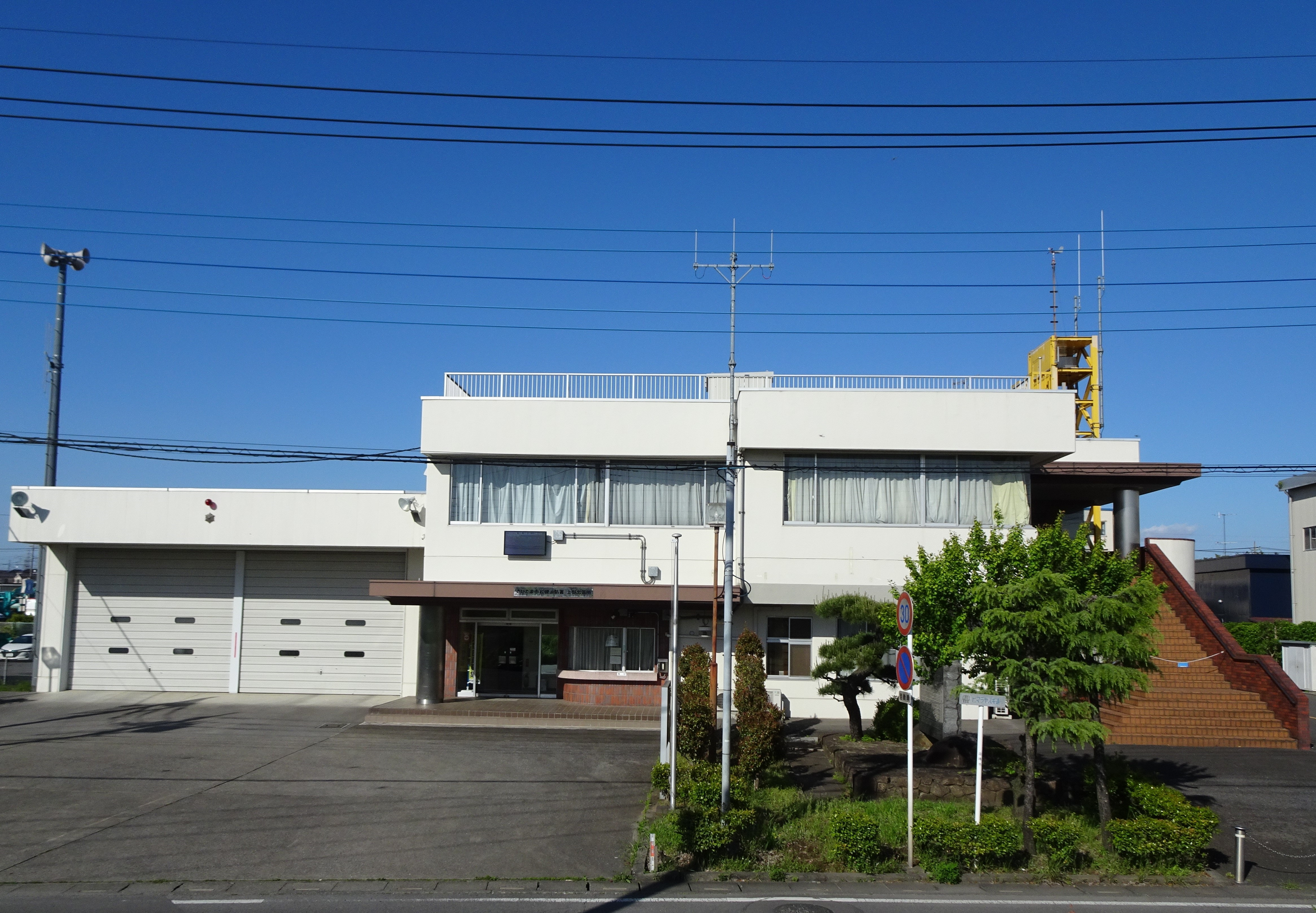
岩槻消防署上野出张所
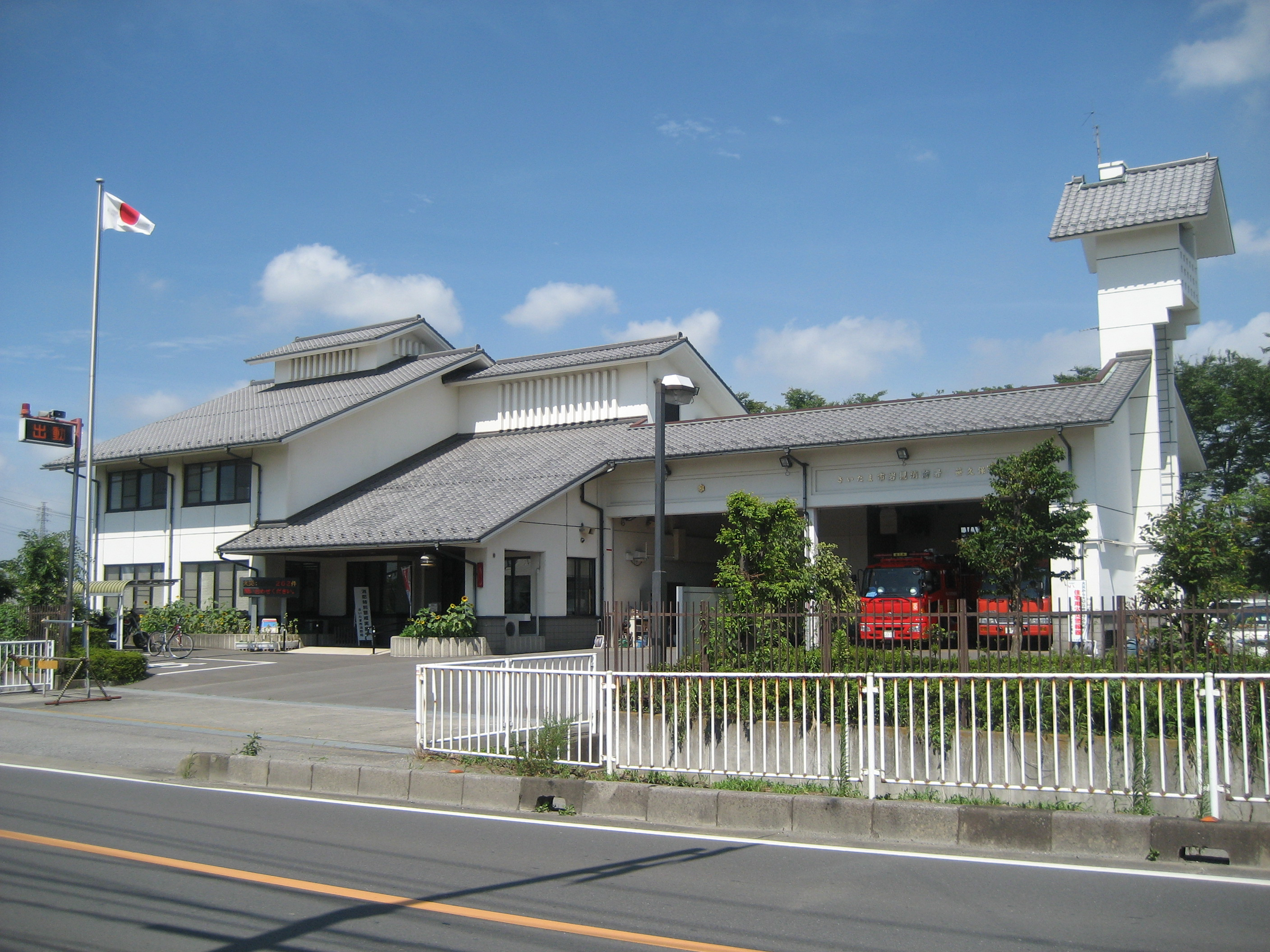
岩槻消防署笹久保出张所
  - 太田出张所
  - 上野出张所
  - 笹久保出张所

- 西消防署西游马出张所
- 大宫消防署
- 大宫消防署冰川参道出张所
- 大宫消防署大成出张所
- 见沼消防署
- 见沼消防署莲沼出张所
- 见沼消防署东大宫出张所
- 中央消防署
- 樱消防署大久保出张所
- 樱消防署西浦和出张所
- 南消防署
- 南消防署东浦和出张所
- 绿消防署
- 绿消防署美园出张所
- 岩槻消防署
- 岩槻消防署太田出张所
- 岩槻消防署上野出张所
- 岩槻消防署笹久保出张所

## 装备
埼玉市消防局共有206辆各型车辆，包括39辆泵浦消防车、11辆救助工作车、10辆云梯/登高平台消防车、4辆化学消防车、30辆救护车、11辆指挥车、8辆特种消防车、3辆支援车、13辆物资运输车、50辆其他车辆以及27辆备用车。其中，8辆特种消防车包括1辆特别高度工作车、1辆特殊灾害应对车、1辆水难救助车、1辆电源照明车、4辆人员运输车；50辆其他车辆包括12辆小型运输车、1辆火灾调查车、14辆指导车、2辆司令车、20辆宣传车、1辆防灾宣传车（地震体验车）。

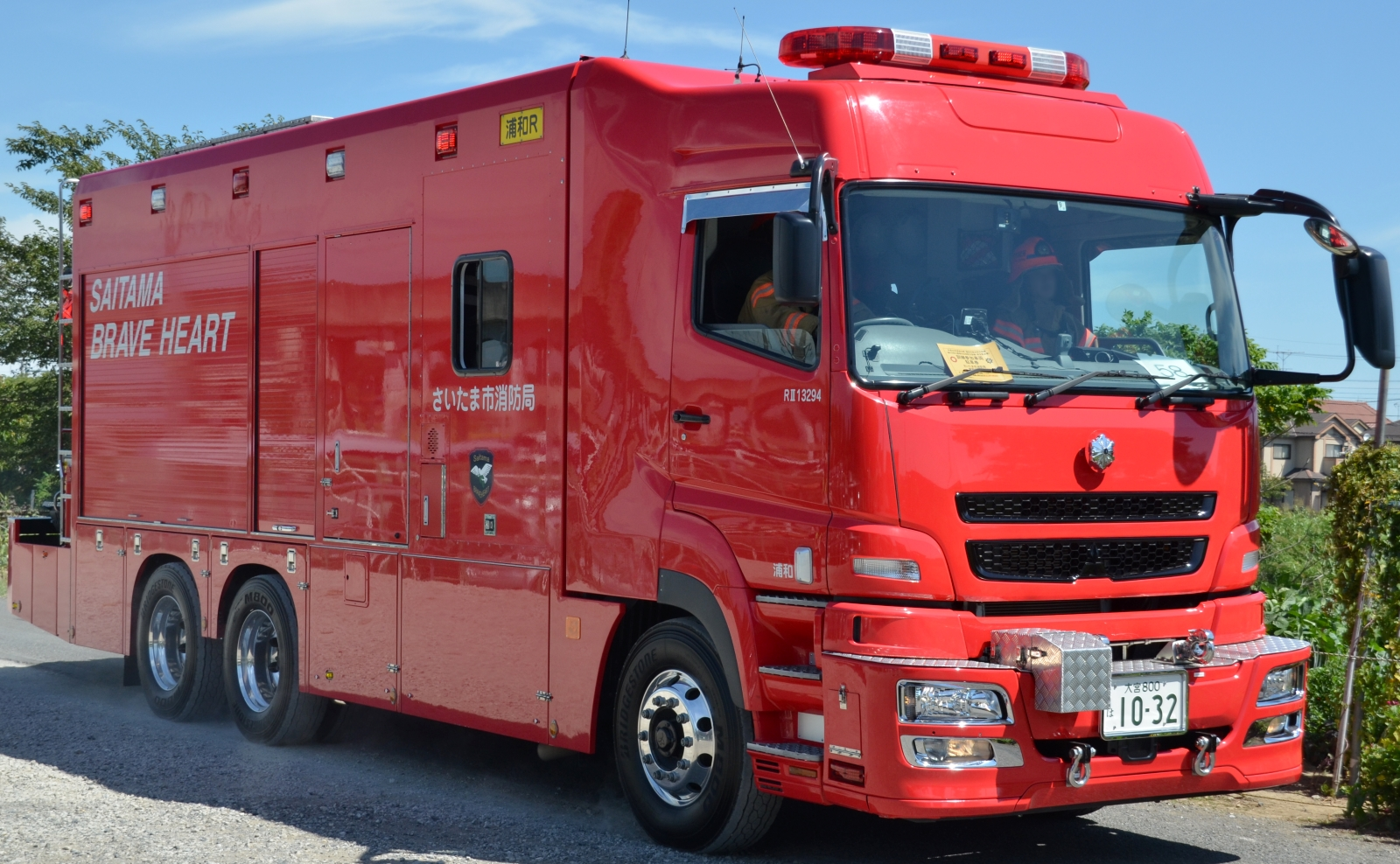
救助工作车3型
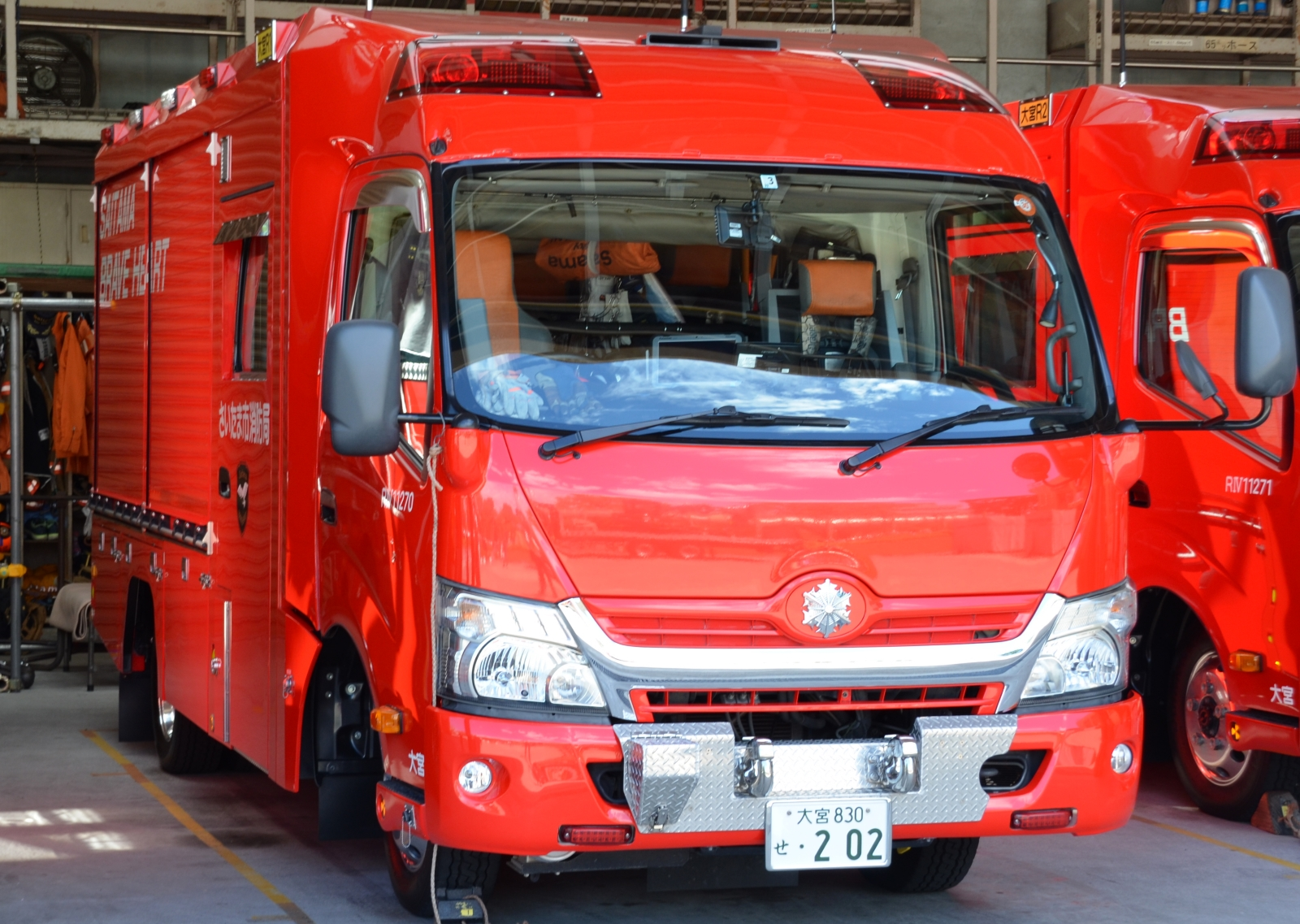
救助工作车4型
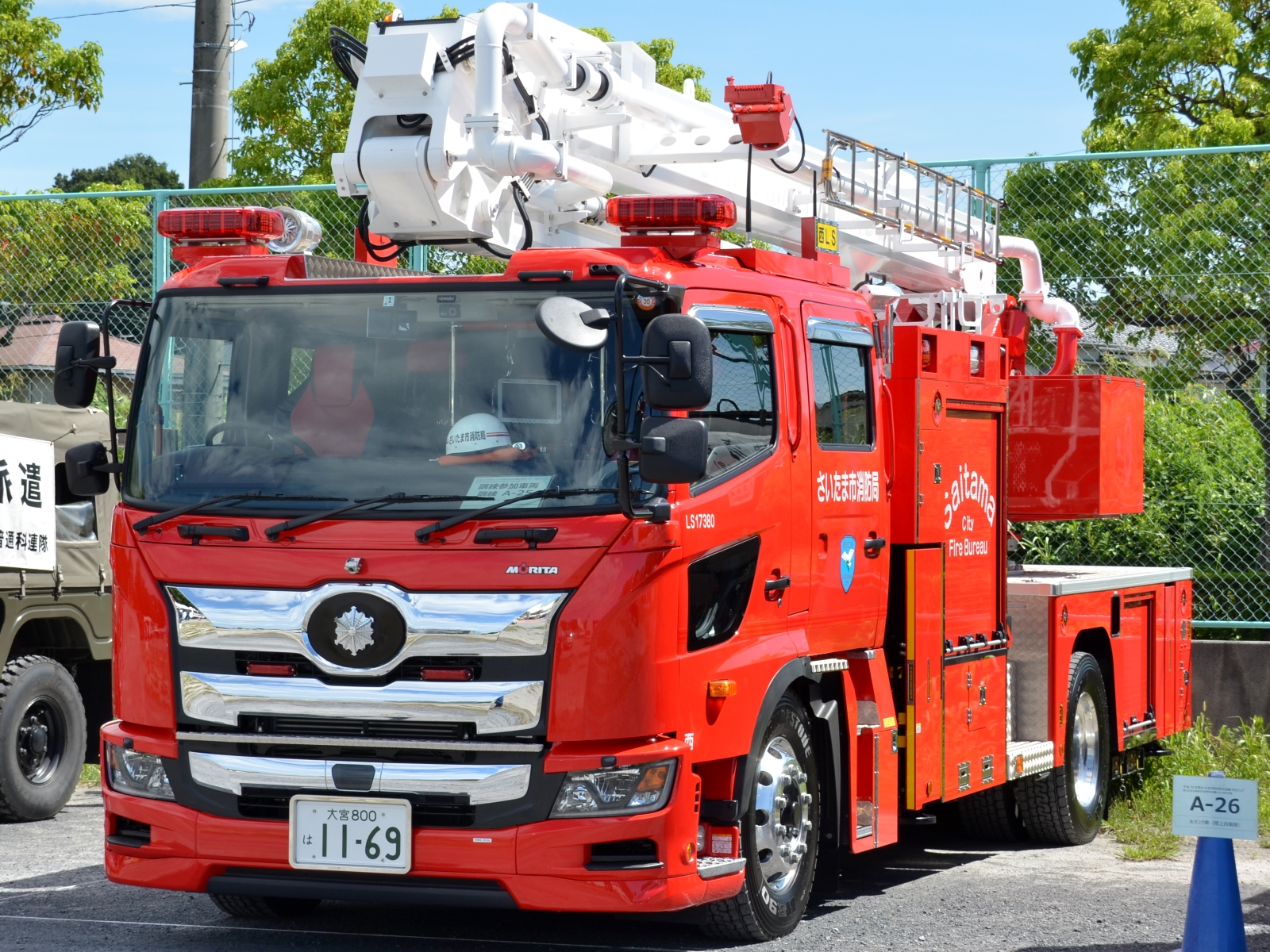
登高平台消防车
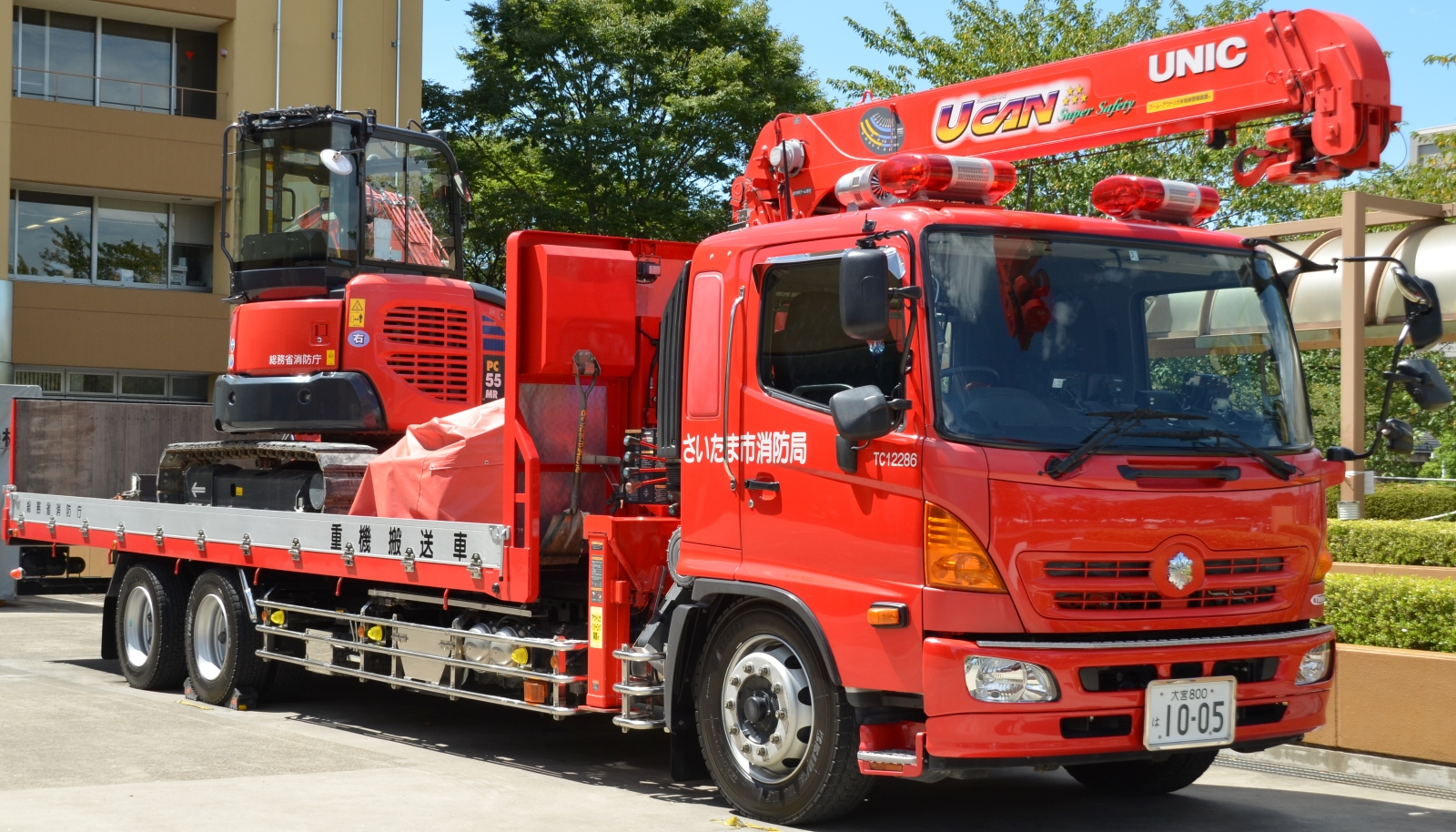
重型机械运输车

## 救援力量
埼玉市10个消防署均编有1支救助队，其中，大宫消防署和浦和消防署的2支救助队为特别高度救助队（爱称埼玉Brave Heart），其余8支救助队为特别救助队。埼玉市的特别高度救助队成立于2007年4月，主要承担大规模灾害和特种灾害的救援工作，有队员40人。
埼玉市消防局有55小队、215名队员登录在紧急消防援助队，曾参与2011年東日本大震災、2013年强台风韦帕引发的伊豆大岛泥石流灾害、2015年强热带风暴艾涛引发的关东东北地区暴雨灾害、2017年那须町滑雪场雪崩事故等救援行动。
埼玉市消防局有11名队员登录在国际消防救助队，曾参与2009年苏门答腊地震、2015年4月尼泊尔地震等救援行动。